# Csepel-Kertváros
Pour les articles homonymes, voir Csepel.
Csepel-Kertváros est un quartier situé dans le 21e arrondissement de Budapest. 